# Govora (okręg Vâlcea)
Govora – wieś w Rumunii, w okręgu Vâlcea, w gminie Mihăești. W 2011 roku liczyła 339 mieszkańców.